# Ostracion
Ostracion es un género de peces actinopterigios Tetraodontiformes de la familia de los ostraciídos.

## Taxonomía
El género Ostracion fue descrito científicamente por el naturalista sueco Carlos Linneo en 1758 en la décima edición de su obra Systema naturæ.
Se reconocen 8 especies como válidas dentro del género:
| Ilustración | Nombre binomial Autor                           | Nombre común                                               | Número de subespecies | Distribución                             | Estado de conservación |
| ----------- | ----------------------------------------------- | ---------------------------------------------------------- | --------------------- | ---------------------------------------- | ---------------------- |
|             | Ostracion cubicum Linnaeus, 1758                | Pez cofre amarillo Pez cofre moteado                       | -                     | Indo-Pacífico                            | Preocupación menor     |
|             | Ostracion cyanurus Rüppell, 1828                | -                                                          | -                     | Oeste del océano Índico                  | Preocupación menor     |
|             | Ostracion immaculatum Temminck & Schlegel, 1850 | -                                                          | -                     | Noroeste del océano Pacífico             | -                      |
|             | Ostracion meleagris Shaw, 1796                  | Pez cofre manchado Pez cofre moteado Pez caja del Pacífico | -                     | Indo-Pacífico y este del océano Pacífico | -                      |
|             | Ostracion rhinorhynchos Bleeker, 1851           | -                                                          | -                     | Océano Índico y este del océano Pacífico | -                      |
|             | Ostracion solorense Bleeker, 1853               | -                                                          | -                     | Oeste del océano Pacífico                | -                      |
|             | Ostracion trachys Randall, 1975                 | -                                                          | -                     | Oeste del océano Índico                  | -                      |
|             | Ostracion whitleyi Fowler, 1931                 | -                                                          | -                     | Centro y este del océano Pacífico        | -                      |